# Прапор Стрия
Пра́пор Стрия́ — офіційний символ міста Стрия Львівської області, затверджений 17 квітня 2003 року рішенням Стрийської міської ради. Автор ескізів штандарту та прапору Стрия Ірина Буник (1968 р.н.).

## Опис прапора

Штандарт міста Стрия

Прапор міста являє собою квадратне полотнище із трьох кольорів(синього жовтого та білого). В центрі полотнища розташоване зображення міської брами. У прапорі над міською брамою розташована корона, яку вже після затвердження 17 квітня 2003 р. на сесії міськради, кілька разів переробляли та підкладали до рішення. Мотивувалося тим, що ця корона «пов'язує з Данилом Галицьким». Хоча зовсім не зрозуміло яке відношення має Данило Романович до Стрия — перші згадки про місто датуються на століття пізніше від смерті короля. Насправді ж комбінувалися різні варіанти польських та австрійських корон.
Зліва від брами — синя хвиляста стрічка, що символізує річку Стрий.

### Штандарт Стрия
Крім прапора і герба існує також «штандарт Стрия» — синє полотнище із зображенням елементів міського герба і написом, прикріплене до горизонтальної перекладини.